# Clézentaine
Clézentaine település Franciaországban, Vosges megyében. Lakosainak száma 219 fő (2022. január 1.). Clézentaine Saint-Maurice-sur-Mortagne, Giriviller, Magnières, Mattexey, Deinvillers, Fauconcourt, Haillainville és Hardancourt községekkel határos.

## Népesség
A település népességének változása:
| Lakosok száma | 222  | 217  | 220  | 214  | 216  | 219  | 221  | 221  | 219  |
|               | 2013 | 2015 | 2016 | 2017 | 2018 | 2019 | 2020 | 2021 | 2022 |